# Gunnar Nelson
Gunnar Lúðvík Nelson, född 28 juli 1988 i Reykjavik, är en isländsk MMA-utövare som sedan 2012 tävlar i organisationen Ultimate Fighting Championship.